# 尖吻七鳃鲨
尖吻七鳃鲨（學名：Heptranchias perlo），又名尖頭七鰓鯊，是軟骨魚綱六鰓鯊目六鳃鲨科七鳃鲨属下的唯一现存物种。

## 分佈
尖吻七鰓鯊分佈於美國北卡羅來納州至科羅拉多州、巴西及阿根廷的大西洋沿岸、墨西哥灣及古巴、非洲由安哥拉北面至摩洛哥、希臘西面的地中海大部份地區、莫三比克、印度西南面、中國南面近海南省、日本南面近九州、爪哇東面及澳洲南面。

## 特徵
尖吻七鰓鯊的頭部很尖，只有單一的背鰭。牠的尾巴約有身體一半的長度，佔整體長度的三分之一。最長的尖吻七鰓鯊達137厘米。雌性一般長90厘米；雄性則長85厘米。牠們出生時只有26厘米長。尖吻七鰓鯊身體呈灰色、橄欖色或暗褐色。幼鯊的鰭尖呈深色。牠們的下顎有像梳子的牙齒。

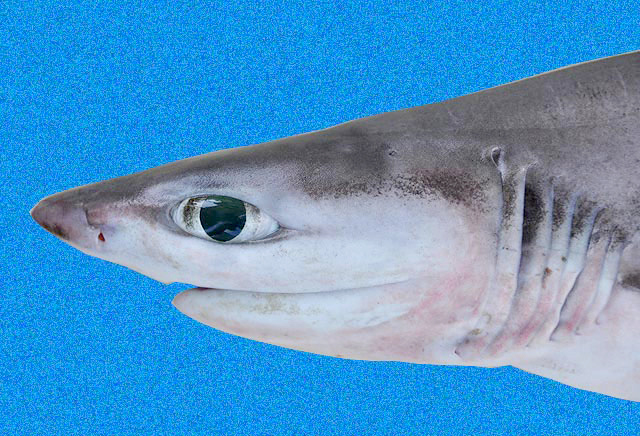
头部
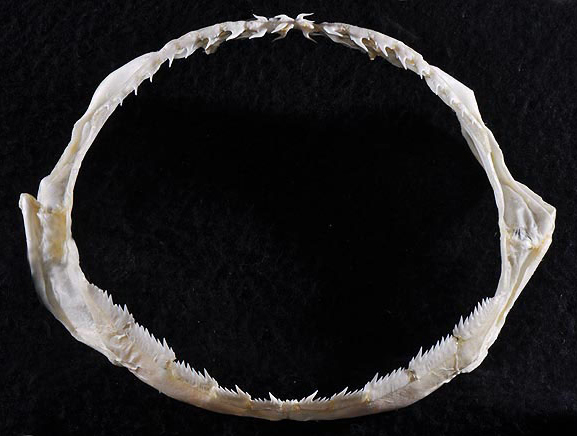
颚
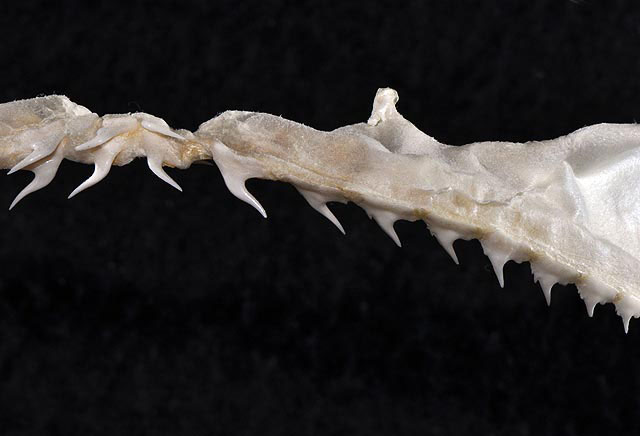
上齿
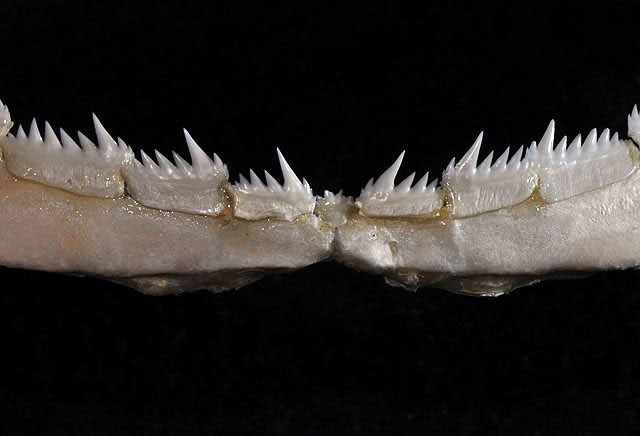
下齿

## 習性及生活環境
尖吻七鰓鯊生活在27至1,000米的深水處，但在近水面的地方亦可以見到牠們的蹤跡。牠們是卵胎生的。牠們不會傷害人類，除非在被捕獵時會作出攻擊。尖吻七鰓鯊是少數會利用團隊合作的鯊魚，牠們會合力獵補體型比自己大的獵物。

## 飲食
尖吻七鰓鯊主要以硬骨魚、魟魚、細小的鯊魚、魷魚及甲殼類為食物。

## 經濟利用
經濟價值較低，其魚肝可製成魚肝油。肉可造咖喱魚蛋，骨可煲湯，翅可吃。

## 外部連結
- 佛羅里達自然史博物館
- Shark Gallery （页面存档备份，存于）